# 殷家城乡
殷家城乡，是中华人民共和国甘肃省庆阳市镇原县下辖的一个乡镇级行政单位。

## 行政区划
殷家城乡下辖以下地区：
北岔村、李园子村、殷家城村、桑树洼村、敬岔村、张老庄村、寺山村和白家川村。